# كارل ويلهلم ويرتز
كارل ويلهلم ويرتز (بالألمانية: Carl Wilhelm Wirtz)‏ هو عالم فلك وأستاذ جامعي ألماني، ولد في 24 أغسطس 1876 في كريفلد في ألمانيا، وتوفي في 18 فبراير 1939 في هامبورغ في ألمانيا.